# اوسركون الثاني
اوسركون الثاني، (بالإنجليزية: Osorkon II)‏، (سخم خبر رع - ستب إن رع). هو أحد فراعنة الأسرة المصرية الثانية والعشرين في مصر القديمة، وهو ابن الفرعون تاكيلوت الأول. عاش في الفترة مابين (874 – 850 ق.م).

## المقبرة
أكتشف في تل بسطة بابا ضخما منحوتا من الجرانيت يخلد الاحتفال باليوبيل الملكي لهذا الملك، وفي تانيس وتل بسطة كذلك عثر على عدد من الأعمدة النخيلية الدقيقة الصنع التي اقتلعت من مدينة بي رعمسيس وامتلأت باسمه، والتي تبين كذلك تنحية الإله "ست" وتحريم عبادته، وأيضا النقوش الجميلة المنحوتة على جدران المقبرة التي أعاد تجهيزها لنفسه في تانيس، والمدفن الذي بناه في مدينة منف لابنه الأكبر الذي كان كبيرا لكهنة بتاح. ومن تذكارات سكرتيره الخاص المدعو "حورمس (بالإنجليزية: Hormes)‏، ومن الأثاث الجنائزي للأمير "حورنخت (بالإنجليزية: Hornakht)‏" كبير أنبياء آمون الذي دفن في تانيس تشكلت باقة منتقاة من الفنون التطبيقية الرائعة. شيد أوسركون الثاني مقصورة في طيبة عهد بإدارتها لأحد أبنائه الآخرين هو "نامارت" (بالإنجليزية: Namart)‏. كبير أنبياء آمون. كما كلف حفيده نائب الملك في كوش بإصلاح وترميم المعبد الرئيسي في إلفنتين.

## فترة حكمه
قدم الملك وصية سياسية إلى وسيط الإله آمون الروحي تطالب ببقاء ذريته في نطاق الإقطاعيات التي أنعم عليهم بها هادفا من ذلك ألا يضمر الأخ لأخيه مشاعر الغيرة . لكن من بداية الجيل التالي سرعان ما اشتبك ورثة تلك الإقطاعيات وأبناء الملوك الجدد في صراعات ومنازعات. وقد علمنا بسقوط ذلك النظام من خلال النصوص العديدة المسهبة التي نقشها أحد أحفاد أوسركون الثاني على جدران معبد الكرنك. ولقد رقى الأمير اوسركون الابن الأكبر للملك تاكيلوت الثاني (بالإنجليزية: )‏ إلى مرتبة كبير أنبياء آمون، وكان يتشدق بأسلوب كلامه الملكي ليوارى أعماله السياسية وأوجه نشاطه تحت ستار قرارات أوصى بها إليه الإله آمون والإله حريشف (بالإنجليزية: Herychef)‏، بل إنه اضطر أكثر من مرة إلى استعادة مركزه من أيدي منافسيه ومنازعيه المنحدرين من بعض السلالات القريبة منه.

## انظر ايضًا
- الأسرة الثانية والعشرون